# Wael Nader al-Halqi
Wael Nader al-Halqi (em árabe: وائل نادر الحلقي, Jasim, 1964) é um político sírio, Primeiro Ministro entre 2012 e 2016. Foi nomeado Primeiro Ministro da Síria em 11 de agosto de 2012, após Riyad Farid Hijab, o ex-primeiro-ministro, desertar e juntar-se aos rebeldes na guerra civil síria. Foi Ministro da Saúde em 2011.

## Juventude e educação
Al-Halqi nasceu em Jasim no Distrito de Daraa, dentro de uma família muçulmana sunita. É formado em medicina pela Universidade de Damasco em 1987 e Mestre em Estudos de Pós-Graduação em Ginecologia e Obstetrícia também pela Universidade de Damasco, em 1991.

## Carreira
Serviu como diretor de cuidados primários de saúde na cidade de Jasim entre 1997 e 2000, foi secretário do Partido Baath na cidade entre 2000 e 2004.  Foi diretor de Saúde em Daraa e em 2011 foi nomeado Ministro da Saúde. Em 9 de Agosto de 2012, foi nomeado Primeiro Ministro pelo presidente da Síria, Bashar al-Assad, após a deserção de seu antecessor Riyad Hijab Farid. Ele sobreviveu a um ataque a bomba em 2013. No mesmo atentado, morreram seis pessoas.

## Ligação externa
Portal Syrian eGov (em inglês)